# Iglesia de San Pedro de Villarino
La iglesia de San Pedro de Villarino es una iglesia de origen popular situada en los montes Aquilianos, en la zona más agreste del municipio español de Ponferrada, en la comarca del Bierzo, provincia de León.

## Situación
Se encuentra próxima al pueblo de Manzanedo de Valdueza, desde el que parte una ruta de 800 metros de acceso a pie que atraviesa el castañar de la localidad. Forma parte del espacio cultural de la Tebaida leonesa.

## Descripción

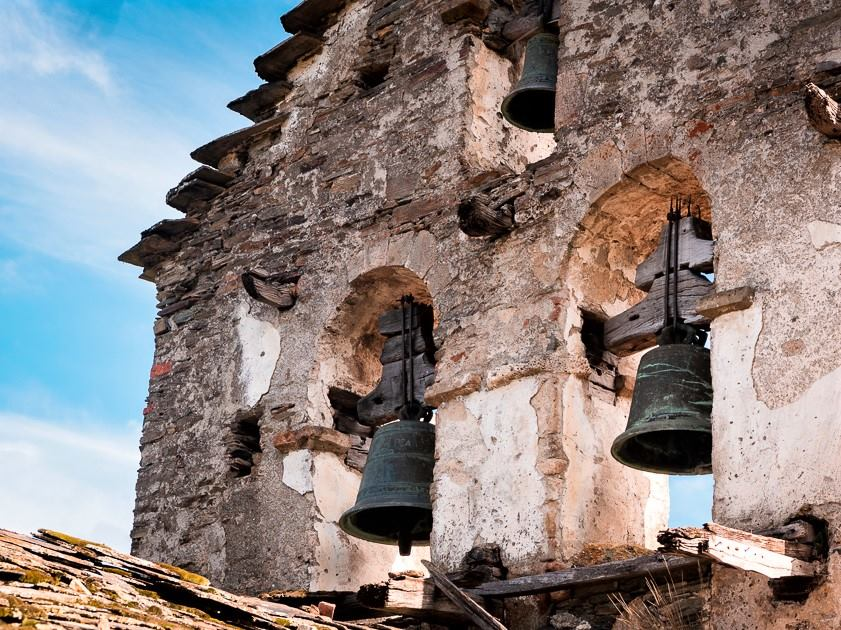
Detalle de las campanas de la espadaña

La construcción de la iglesia es popular, por lo que su estilo no se puede enmarcar con facilidad. Parece haber sido edificada en el siglo siglo XVII sobre los restos de una iglesia primitiva de origen románico de la que sólo se conservaría la portada.
Consta de una cabecera cuadrangular y una sola nave, que se remata con una espadaña a la que se accede desde una escalera exterior, mientras que su acceso se recoge bajo un sencillo pórtico de madera. La portada, único elemento de sillería del conjunto, aún estando revocada, presenta un arco de medio punto liso que queda rodeado por otro arco, de herradura, ligeramente adornado. Por su composición y simpleza, podría encuadrarse a inicios del siglo siglo XIII. El arco de herradura superior debería atribuirse a la falta de técnica de los canteros, y no a influencias estilísticas anteriores. Cabe nombrar una de las dos campanas que se conservan, de época tardogótica.
Debido a su estado de ruina, forma parte de la Lista Roja del Patrimonio Histórico.